# خشم خاموش
خشم خاموش (به انگلیسی Silent Rage) فیلمی اکشن، ترسناک به کارگردانی میشل میلر محصول کشور آمریکا و ساخته شده در سال ۱۹۸۲ (میلادی) با بازی چاک نوریس است.

## بازیگران
- چاک نوریس
- ران سیلور

## بازسازی
در سال ۲۰۰۹ این فیلم بازسازی شد .
```
as 
Indestructible
.
[
۲
]
```